# Баллинлох
Баллинлох (англ. Ballinlough; ирл. Baile an Locha) — деревня в Ирландии, находится в графстве Роскоммон (провинция Коннахт).

## Демография
Население — 262 человека (по переписи 2006 года). В 2002 году население составляло 254 человек.
Данные переписи 2006 года:
| Общие демографические показатели |               |                               |                               |      |      |
| Всё население                    | Всё население | Изменения населения 2002—2006 | Изменения населения 2002—2006 | 2006 | 2006 |
| 2002                             | 2006          | чел.                          | %                             | муж. | жен. |
| 254                              | 262           | 8                             | 3,1                           | 125  | 137  |